# Ann Carter

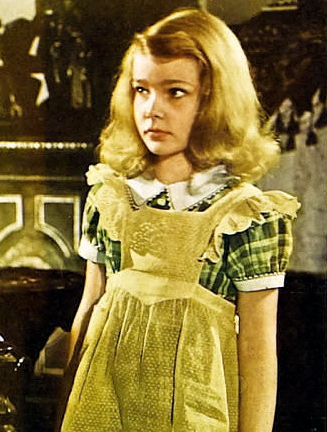
Ann Carter in The Curse of the Cat People (1944).

Ann Lois Carter (* 16. Juni 1936 in Syracuse, New York; † 27. Januar 2014 in North Bend, Washington) war eine US-amerikanische Filmschauspielerin.

## Leben
Ann Carter wurde 1936 in Syracuse als Tochter von Bertram Muckleston Carter und dessen Frau Nancy (geb. Jackson) geboren. Im Alter von drei Jahren zog sie mit ihrer Mutter nach Palm Beach. Ein Jahr später wurde sie während einer Reise nach Los Angeles von einem Produzenten von 20th Century Fox entdeckt und bekam 1941 ihre erste Filmrolle. Es folgten bis 1952 noch 17 weitere Filme, wobei sie in diesen fast ausschließlich Nebenrollen verkörperte – eine wichtige Ausnahme war ihre zentrale Rolle im Horrorfilm The Curse of the Cat People. Carter spielte in dieser Zeit unter anderem mit Filmstars wie Humphrey Bogart, Veronica Lake, Lillian Gish oder Barbara Stanwyck. Mit dem Erwachsenenalter zog sie sich aus dem Filmgeschäft zurück und wurde Lehrerin am Occidental College in Los Angeles, wo sie bis 1982 arbeitete. 
Nach dem Tod ihrer Eltern zog sie mit ihrem Ehemann in die Nähe von Seattle, wo sie in einem Reisebüro arbeitete. 2005 wurde bei Carter Eierstockkrebs diagnostiziert. Sie gab dennoch bis zu ihrem Tod mehrere Interviews, unter anderem 2007 für eine Dokumentation über Val Lewton. Ann Carter starb am 27. Januar 2014 im Alter von 77 Jahren in North Bend an den Folgen ihrer Erkrankung. Sie wurde auf dem Tahoma National Cemetery in Kent bestattet.

## Filmografie
- 1941: Last of the Duanes
- 1942: Meine Frau, die Hexe (I Married a Witch)
- 1942: Commandos Strike at Dawn
- 1943: The North Star
- 1944: The Curse of the Cat People
- 1944: Der Morgen gehört uns (And Now Tomorrow)
- 1945: Incendiary Blonde
- 1946: Der Mann aus Virginia (The Virginian)
- 1946: The Searching Wind
- 1946: Child of Divorce
- 1947: Die legendären Dorseys (The Fabulous Dorseys)
- 1947: Die zwei Mrs. Carrolls (The Two Mrs. Carrolls)
- 1947: Clara Schumanns große Liebe (Song of Love)
- 1948: Ohne Erbarmen (Ruthless)
- 1948: Der Junge mit den grünen Haaren (The Boy with Green Hair)
- 1949: Ritter Hank, der Schrecken der Tafelrunde (A Connecticut Yankee in King Arthur's Court)
- 1949: Blondie Hits the Jackpot
- 1952: Das Mädchen Frankie (The Member of the Wedding)